# Himen (mitologija)
Himen (grško Ὑμέναιος), tudi Himenaj je v grški mitologiji eden izmed erotov (spremljevalcev Erosa in Afrodite), bog zakonske zveze in svatbe in predvsem pesmi, ki so jih peli na svatbah.
Himen je sin Apolona in ene od muz, Klio ali Kaliope ali Uranije ali Terpsihore.

## Funkcija in predstavitev
Himen naj bi se udeležil vsake poroke. Če se ne bi, bi se zakon menda izkazal za katastrofalnega, zato bi Grki tekali okoli in na glas klicali njegovo ime. Vodil je številne poroke v grški mitologiji za vsa božanstva in njihove otroke.
Himen se praznuje v starodavni zakonski pesmi neznanega izvora (imenovana Hymenaios) Hymen o Hymenae, Hymen, ki jo je izrekel Gaj Valerij Katul.
Vsaj od italijanske renesanse je bil Himen v umetnosti na splošno zastopan kot mladenič, ki je nosil venček cvetja in v eni roki držal gorečo baklo.

## Mitologija
O njem obstaja nekaj mitov. Opisujejo lepega mladeniča, ki je izdihnil na svoj poročni dan. To bi lahko simboliziralo izgubo nedolžnosti, ki pride z zakonom.
Himen je bil omenjen v Evripidovem delu Trojanske ženske, kjer Kasandra pravi:
Prinesite luč, dvignite se in pokažite njen plamen! Jaz opravljam božjo službo, glej! Osvetlim njegovo svetišče s konicami svetil. O Himen, kralj zakona! blagoslovljen je ženin, blagoslovljena sem tudi jaz, dekle, ki se bo kmalu poročilo s knežjim gospodarjem v Argosu. Pozdravljen Himen, kralj poroke!
Himen je omenjen tudi v Vergilijevi Eneidi in v sedmih igrah Williama Shakespearea: Hamlet, Vihar, Mnogo hrupa za nič,  Tit Andronik, Periklej, princ Tira, Timon iz Aten in Kakor vam drago, kjer na koncu se pridruži parom.